# Guridska dinastija
Guridska dinastija (perzijsko سلسلة غوریان, latinizirano: Suri, Şansabānī) je bila iranska država, ki se je med 11. in 13. stoletjem razširila na ozemlje Iranske planote in Srednje Azije, tj. na ozemlja sodobnega Irana, Azerbajdžana, Turčije, Iraka, Afganistana, Turkmenistana, Uzbekistana, Tadžikistana, Kirgizije, zahodne Kitajske, Pakistana in Indije. Središče monarhije je bilo v Velikem Horasanu, prestolnice pa so bile Herat, Gur, Gazni in Lahore. Dinastija je bila perzijskega izvora, njen vpliv na zahodni del monarhije pa se je sprva zmanjšal in dokončno prenehal nekaj desetletij pozneje med vzponom iranske-turške horezmijske dinastije. Guridi so hkrati razširili svoj vpliv na indijsko podcelino, kjer so vladali do leta 1215.

## Izvor
V 19. stoletju so nekateri evropski učenjaki, kot je Mountstuart Elphinstone, zagovarjali idejo, da je bila dinastija Guridov sorodna današnjim Paštunom vendar sodobna znanost to na splošno zavrača. sodobni učenjaki trdijo, da je bila dinastija tadžiškega izvora. Kasneje so se guridski princi zaradi mešanih porok odlikovali s precejšnjo mešanico tadžiških, perzijskih, turških, in avtohtonih afganskih etničnik skupin.
[Encyclopædia Iranica navaja: " Prav tako ne vemo ničesar o etničnem sestavu Ḡūrījev na splošno in Šansabānījev še posebej; lahko le domnevamo, da so bili vzhodnoiranski Tadžiki". Bosworth nadalje poudarja, da je dejansko ime rodbine Guridov, Āl-e Šansab (perzijsko: Šansabānī ), arabska izgovorjava prvotno srednjeperzijskega imena Wišnasp.

Zgodovinar André Wink pojasnjuje v knjigi The New Cambridge History of Islam:
 Dinastija Šansabani je v drugi polovici dvanajstega stoletja nasledila Gaznavide. Ta dinastija ni bila turška niti afganistanska, temveč vzhodnoperzijskega ali tadžiškega izvora, ki je govorila svoje lastno perzijsko narečje, tako kot ostali prebivalci oddaljene in izolirane gorske regije Gūr in njene prestolnice Fīrūzkūh (v današnjem osrednjem Afganistanu).
Ko so se Guridi začeli odlikovati z osvajanji, so dvorjani in genealogi (kot sta Fakhr-i Mudabbir in al-Džuzdžani) ustvarili izmišljeno genealogijo, ki je Guride povezala z iransko preteklostjo. Rodbino Guridov so izsledili vse do mitskega arabskega tirana Zahhak.  Poleg tega ni nič znanega o predislamskih verskih prepričanjih Guridov.

## Seznam vladarjev
| Kovanci | Naslovno ime                                                  | Osebno ime                           | Vladanje                   |
| --- | ------------------------------------------------------------- | ------------------------------------ | -------------------------- |
| | Amir امیر‎                                                     | Amir Banji امیر سوری‎                 | 8th-century                |
| | Malik ملک‎                                                     | Amir Suri امیر سوری‎                  | 9th-century – 10th-century |
| | Malik ملک ‎                                                    | Muhamad ibn Suri محمد بن سوری‎        | 10th-century – 1011        |
| Kot vazali Gaznavidov |                                                               |                                      |                            |
| | Malik ملک ‎                                                    | Abu Ali ibn Muhamad ابوعلی بن محمد‎   | 1011–1035                  |
| | Malik ملک ‎                                                    | Abas ibn Šejt عباس بن شیث‎            | 1035 – 1060                |
| | Malik ملک ‎                                                    | Muhamad ibn Abas محمد بن عباس‎        | 1060 – 1080                |
| | Malik ملک ‎                                                    | Kutb al-din Hasan قطب‌ الدین حسن‎      | 1080 – 1100                |
| Kot vazali Seldžukov |                                                               |                                      |                            |
| | Abul-Muluk ابولملک‎                                            | Iz al-Din Husajn عز الدین حسین‎       | 1100–1146                  |
| | Malik ملک ‎                                                    | Sajf al-Din Suri سیف‌ الدین سوری‎      | 1146–1149                  |
| | Malik ملک ‎                                                    | Baha al-Din Sam I. بهاء الدین سام‎    | 1149                       |
| | Malik ملک ‎ Sultan al-Muazam سلطان المعظم‎                      | Ala al-Din Husajn علاء الدین حسین‎    | 1149–1161                  |
| Kot neodvisni vladarji |                                                               |                                      |                            |
| | Malik ملک ‎                                                    | Sajf al-Din Muhamad سیف‌ الدین محمد‎   | 1161–1163                  |
| Ghurids (Ghur & Ghazna). Ghiyath al-Din Muhammad. AH 558–599 AD 1163–1203. Baldat Herat mint. Dated AH 599 (AD 1202–3).                                                                 | Sultan Abul-Fateh سلطان ابوالفتح‎                              | Gijas al-Din Muhamad غیاث‌ الدین محمد‎ | 1163–1203                  |
| Coin of Muhammad of Ghor, AH 599–602 1171–1206 CE · Indian coinage (Pagoda) of Muhammad of Ghor. Obverse: Lakshmi seated facing. Reverse: śri maha/[mi]ra mahama/da sama in Devanagari. | Sultan Shahāb-ud-din Muhamad Guri سلطان شهاب‌ الدین محمد غوری ‎ | Muhamad Guri معز الدین محمد‎          | 1203–1206                  |
| Kot vazali Horezmijcev |                                                               |                                      |                            |
| Coin of Ghiyath al-Din Mahmud. AH 602–609 1206–1212 CE | Sultan سلطان‎                                                  | Gijas al-Din Mahmud غیاث‌ الدین محمود‎ | 1206–1212                  |
| | Sultan سلطان‎                                                  | Baha al-Din Sam III. بهاء الدین سام‎  | 1212–1213                  |
| | Sultan سلطان‎                                                  | Ala al-Din Atsiz علاء الدین دراست‎    | 1213–1214                  |
| | Sultan سلطان‎                                                  | Ala al-Din Ali علاء الدین علی‎        | 1214–1215                  |
| Horezmijska osvojitev |                                                               |                                      |                            |

### Bamijanska veja
| Kovanci                                                                    | Naslovno ime                       | Osebno ime                                            | Vladanje  |
| -------------------------------------------------------------------------- | ---------------------------------- | ----------------------------------------------------- | --------- |
| Kot neodvisni vladarji                                                     |                                    |                                                       |           |
|                                                                            | Malik ملک ‎                         | Fakhr al-Din Masud فخرالدین مسعود‎                     | 1152–1163 |
| Ghurids (Bamiyan). Shams al-Din Muhammad. AH 558–588 AD 1163–1192.         | Malik ملک ‎                         | Šams al-Din Muhamad ibn Masud شمس‌ الدین محمد بن مسعود‎ | 1163–1192 |
|                                                                            | Malik ملک ‎                         | Abas ibn Muhamad عباس بن محمد‎                         | 1192      |
| Ghurids (Bamiyan). Baha' al-Din Sam. AH 588–602 AD 1192–1206. Wakhsh mint. | Malik ملک ‎ Abul-Mu'ayyid ابوالمؤید‎ | Baha al-Din Sam II. بهاء الدین سام‎                    | 1192–1206 |
| kot vazali Horezmijcev                                                     |                                    |                                                       |           |
| Coin of Jalal_al-Din_Ali.                                                  | Malik ملک ‎                         | Džalal al-Din Ali جلال‌ الدین علی‎                      | 1206–1215 |
| Horezmijska osvojitev                                                      |                                    |                                                       |           |

- Zelena osenčena vrstica označuje vazalstvo Guridov pod Horezmijci.